# Fulgenzio di Ruspe
Fulgenzio di Ruspe (in latino Fabius Claudius Gordianus Fulgentius, Fabio Claudio Gordiano Fulgenzio; Telepta, 468 circa – Ruspe, 1º gennaio 533) è stato un vescovo e santo berbero, vescovo di Ruspe all'epoca occupata dai Vandali.

## Biografia
Nato a Telepta nella provincia di Bizacena, in Nordafrica, da una famiglia di rango equestre, i genitori lo educarono secondo le usanze del tempo, facendogli apprendere anche la lingua greca. La madre Mariana lo indirizzò alla fede cristiana. In giovinezza fu procuratore delle imposte e successivamente amministratore e funzionario della sua città.
La lettura del commento di sant'Agostino al Salmo XXXVI lo infiammò a tal punto che decise di abbandonare gli impegni pubblici per dedicarsi a vivere la vita monastica. Durante il regno di Trasamondo (496-523) decise di trasferirsi in Egitto per vivere un'esistenza da eremita, ma non vi giunse perché gli arrivò voce di conflitti nella Chiesa locale. A questo punto si trasferì a Roma, dove incontrò il re Teodorico (nell'anno 500).
In seguito ritornò in patria, dove dapprima scelse l’esperienza del distacco completo dal mondo esterno per fondare un quarto monastero in un luogo quanto più possibile isolato e inospitale. Fu così che giunse nell’area costiera della Bizacena, a Macomades Minores-Iunci, e su una piccola isola instaurò il nuovo cenobio. Macomades è nota in età tardoantica col termine di Iunci, a 12 chilometri a sud ovest rispetto al moderno centro portuale di Mahres52: l’isola sarebbe da identificarsi con uno dei banchi appartenenti all’arcipelago delle Kneiss.
Quindi divenne sacerdote e nel 508 Fulgenzio venne eletto vescovo di Ruspe, ma in segreto, poiché il re Trasamondo non voleva che vi fossero successori di vescovi deceduti, in modo da lasciare le sedi episcopali vacanti e mettere in crisi il cristianesimo non ariano. Trasamondo esiliò però tutti gli eletti in Sardegna. Lì, nel cenobio da lui fondato a Cagliari, Fulgenzio divenne maestro di vescovi, preti e monaci, e anche consigliere e pacificatore dei cittadini. Il re Trasamondo non poteva ignorarlo, quindi lo richiamò a Cartagine e lo interrogò, rimandandolo successivamente in Sardegna per calmare i suoi sudditi ariani.
Solo dopo la morte del re Trasamondo, Fulgenzio poté far ritorno in Africa, dove proseguì la missione pastorale svolta precedentemente. Fino alla sua morte, si dedicò da allora soprattutto alla preghiera e a comporre le sue opere teologiche. Nelle opere teologiche difese l'ortodossia cattolica: la Trinità, l'incarnazione, il rapporto tra grazia e predestinazione, contro i nestoriani e i semipelagiani. Nelle sue opere, pur non manifestando una grande originalità esegetica (risente infatti in modo marcato della teologia e della moralità di sant'Agostino), dimostra una buona sensibilità stilistica. 
L'identificazione con l'erudito Fabio Planciade Fulgenzio, autore di opere capitali per la cultura medievale quali la Expositio Virgilianae continentiae, i Mythologiarum libri tres e l'Expositio sermonum antiquorum, è ancora oggi discussa, sebbene molti studiosi propendano per essa.

## Opere
I trattati di Fulgenzio che ci sono pervenuti sono:
- Contra Arianos.
- Contra Fabianum.
- De Trinitate.
- Ad Trasimundum regem.
- Ad Donatum liber de fide orthodoxa ed diversis erroribus haereticorum.
- Ad Petrum diaconum de fide.
- De veritate praedestinationis et gratiae Dei.
- De remissione peccatorum.
- De Incarnatione filii Dei.

Scrisse inoltre:
7 sermoni,
13 lettere.
Sono andati perduti i 7 libri Contra Faustum Reinsem.